# Ángel Martín Pompey
Ángel Martín Pompey (Montejo de la Sierra, 1 de octubre de 1902 - Madrid, 11 de septiembre de 2001) fue un compositor y pedagogo musical español. A los 97 años de edad (1999) se le concedió el Premio Nacional de Música otorgado por el Ministerio de Cultura.

## Biografía
A los seis meses del nacimiento de Ángel Martín Pompey, su familia se trasladó a la localidad vecina de Bustarviejo, donde su padre ejerciría de organista parroquial. En 1918 ingresó en el Real Conservatorio de Música de Madrid estudiando con Venancio Monge, Julio Francés y Conrado del Campo. 
Se convirtió en organista del Real Monasterio de Madres Mercenarias, también dirigió un coro femenino y un conjunto de cámara que fueron decisivos para su actividad compositiva.Se casó con Eloísa Escorial 1928, matrimonio que duró cinco años debido a la muerte prematura de Eloísa en 1933. En 1945 contraería segundas nupcias con Margarita Dumail.Después de una estancia en el Monasterio de Montserrat  aprendiendo del organista  David Pujol, volvió a Madrid para ejercer como profesor de música en el Colegio de Nuestra Señora del Pilar hasta su jubilación. 

## Obra
Entre su obra se pueden encontrar 1031 partituras en el archivo de la Fundación Juan March.
Destacan las obras primerizas Quereres primeros o El Rey Sol (1925).Tiene una vasta obra que comprende distintos géneros y formatos como cuartetos de cuerda, conciertos para piano, violín, violonchelo o viola, sinfonías, misas, motetes, salves, serenatas, etc.
Uno de sus mayores éxitos de cara al público fue la opera La Tarasca, compuesta en los años 60 y estrenada el 20 de noviembre de 1998.  
Aparece en el documental musical Pulso y Silencio. Montejo y su Música. 